# 県道156号 (台湾)
県道156号（けんどう156ごう）は、雲林県麦寮郷から同県莿桐郷を結ぶ、全長30.327kmの台湾の県道である。

## 通過する自治体
- 雲林県
  - 麦寮郷
  - 崙背郷
  - 二崙郷
  - 西螺鎮
  - 莿桐郷

## 接続する道路
- 台17線
- 台19線
- 県道145号
- 台1線

## 施設
- 興華国小学校
- 東興国小学校
- 三和国小学校
- 文賢国小学校